# جون كريتندن دوفال
جون كريتندن دوفال (بالإنجليزية: John Crittenden Duval)‏ هو مؤرخ وكاتب أمريكي، ولد في 1816، وتوفي في 1897 في فورت وورث في الولايات المتحدة.